# فرودگاه پلوودیف
فرودگاه پلوودیف (به انگلیسی: Plovdiv Airport) یک فرودگاه همگانی با کد یاتا PDV است . این فرودگاه در شهر پلوودیو کشور بلغارستان قرار دارد و در ارتفاع ۱۸۲ متری از سطح دریا واقع شده است.

## شرکت‌های هواپیمایی و مقصدهای پروازی
The following airlines operate regular scheduled and charter flights at Plovdiv Airport:

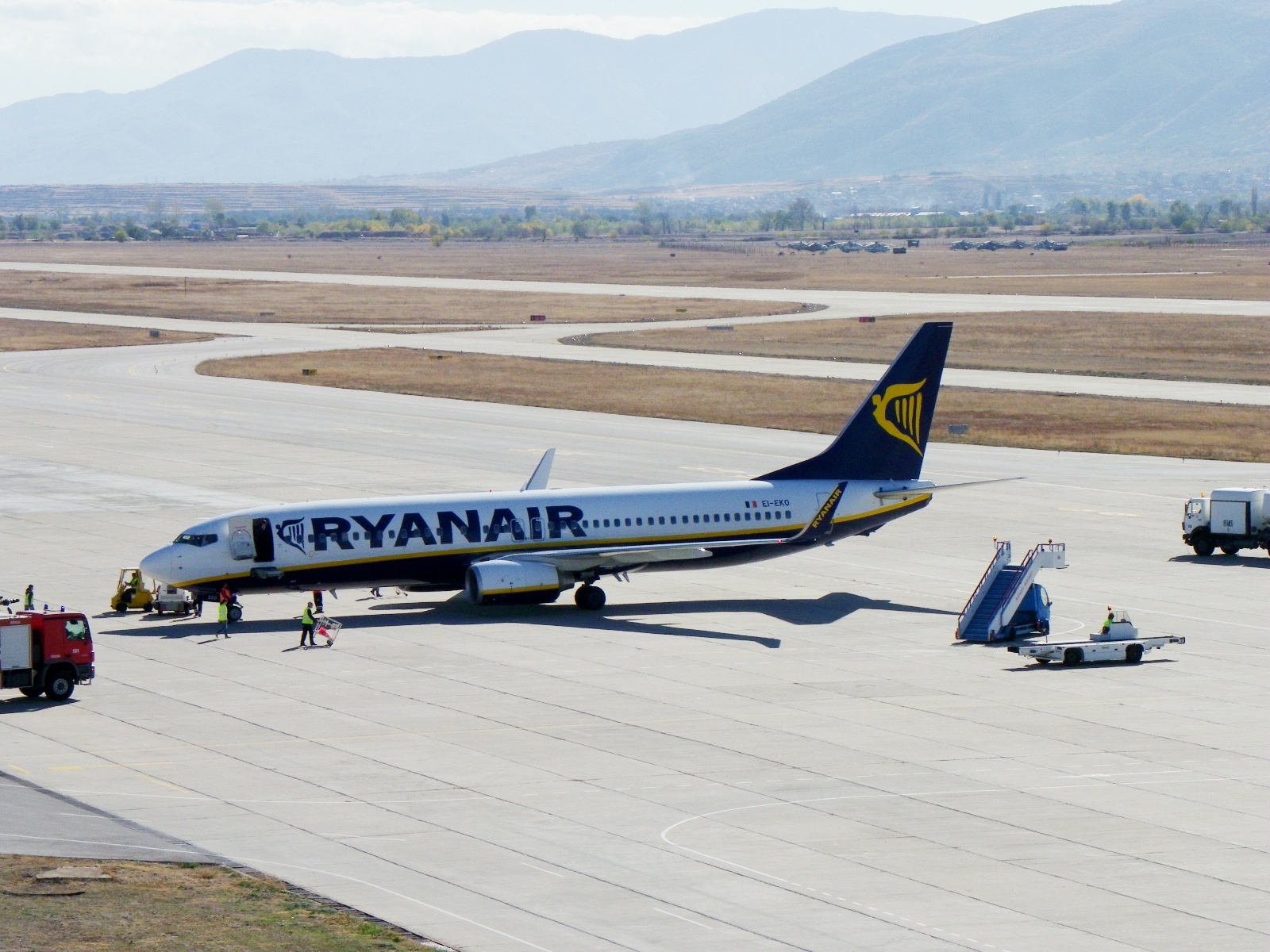
رایان‌ایر بوئینگ ۷۳۷ نسل بعدی at Plovdiv Airport.

| شرکت‌های هواپیمایی       | مقصدهای پروازی |
| ----------------------- | --- |
| هواپیمایی ارکیا         | چارتر فصلی: بن گوریون |
| Corendon Dutch Airlines | فصلی: اسخیپول آمستردام |
| جت۲.کام                 | چارتر فصلی: بلفاست |
| رایان‌ایر                | اوریو آل سریو (برقراری مجدد از ۲۹ اکتبر ۲۰۱۷)، بروکسل جنوب شرلروآ (آغاز از ۳۰ اکتبر ۲۰۱۷)، فرانکفورت-هان (برقراری مجدد از ۳۰ اکتبر ۲۰۱۷)، استانستد لندن |
| اس۷ ایرلاینز            | فصلی: دوموده‌دوو |
| Thomas Cook Airlines    | چارتر فصلی: بلفاست |
| یامال ایرلاینز          | چارتر فصلی: رامنسکویه |